# Free alongside ship
Las siglas FAS (acrónimo del término en inglés Free Alongside Ship, «franco al costado del buque, puerto de carga convenido») se refieren a un incoterm, o cláusula de comercio internacional, que se utiliza para operaciones de compraventa en que el transporte de la mercancía se realiza por barco (mar o vías de navegación interior). Se debe utilizar siempre seguido de un puerto de carga.

## Descripción del FAS
El vendedor entrega la mercancía en el muelle del puerto. Los costes y riesgos en que incurra la mercancía corren desde ese momento por cuenta del comprador. El vendedor realiza los trámites aduaneros necesarios para la exportación (en las versiones anteriores a INCOTERMS 2000, el despacho aduanero de la exportación era por cuenta del comprador).
El comprador contrata el transporte en barco y asume todos los costes posteriores a la entrega de la mercancía: la carga y estiba del buque, el flete, la descarga en el puerto de destino, los trámites de la aduana de importación, como parte de su precio de compra. Puede, si lo desea, contratar un seguro que cubra el riesgo durante el transporte en barco.

## Uso del término FAS
El incoterm FAS debe usarse solamente para transporte por barco, tanto en transporte marítimo como fluvial. Es el Incoterm adecuado para carga a granel ya que se deja la mercancía en el muelle al lado del buque, algo prácticamente imposible en el caso de carga paletizada o en contenedores.